# Sabulodes columbiata
Sabulodes columbiata är en fjärilsart som beskrevs av Charles Oberthür 1911. Sabulodes columbiata ingår i släktet Sabulodes och familjen mätare. Inga underarter finns listade.